# Escuela Técnica Superior de Arquitectura de Gerona
La Escuela Técnica Superior de Arquitectura de Gerona (cuyo acrónimo es ETSAG) es la escuela de arquitectura de la  Universidad de Gerona (España). Prepara y expide el título de Arquitecto, así como doctorados y diversos masters de postgrado. Esta escuela se creó en 2005, y se integró al conjunto de la Escuela Politécnica Superior, que pertenece a la Universidad de Gerona desde 1992. El centro está situado en el Campus de Montilivi, en Gerona.